# Romans et nouvelles de Buffy contre les vampires et Angel

Cet article est une liste des romans issus de la série télévisée Buffy contre les vampires.
Ces romans sont édités par Fleuve noir, dans la collection Terreurs.

## Liste de romans

### Buffy contre les vampires
1. Richie Tankersley Cusik, La moisson
2. Christopher Golden, Nancy Holder, La pluie d'Halloween
3. John Vornholt, La lune des coyotes
4. Arthur Byron Cover, Répétition mortelle
5. Christopher Golden & Nancy Holder, Piste des guerriers
6. Nancy Holder, Les chroniques d'Angel - 1
7. Richie Tankersley, Les chroniques d'Angel - 2
8. Keith R. A. DeCandido, Les métamorphoses d'Alex - 1
9. Christopher Golden, Nancy Holder, La chasse sauvage
10. Craig Shaw Gardner, Retour au chaos
11. Laura Anne Gilman, Josepha Sherman, Danse de mort
12. Nancy Holder, Les chroniques d'Angel - 3
13. Christopher Golden, Nancy Holder, Loin de Sunnydale (La trilogie de la porte interdite - 1)
14. Christopher Golden, Nancy Holder, Le royaume du mal (La trilogie de la porte interdite - 2)
15. Christopher Golden, Nancy Holder, Les fils de l'Entropie (La trilogie de la porte interdite - 3)
16. Mel Odom, Sélection par le vide
17. Diana G. Gallagher, Le miroir des ténèbres
18. Elizabeth Massie, Pouvoir de persuasion
19. Christopher Golden, Les fautes du père
20. Laura Anne Gilman, Josepha Sherman, Les sirènes démoniaques
21. Ray Garton, La résurrection de Ravana
22. Cameron Dockey, Ici vivent les monstres
23. Diana G. Gallagher, Les cendres de Salem
24. Nancy Holder, Ce mal que font les hommes
25. Christopher Golden, La tueuse perdue 1 : Prophéties
26. Christopher Golden, La tueuse perdue 2 : Les Temps maudits
27. Christopher Golden, La tueuse perdue 3 : Le roi des morts
28. Christopher Golden, La tueuse perdue 4 : Bienvenue en Enfer
29. Jeff Mariotte, Les métamorphoses d'Alex - 2
30. Yvonne Navarro, Sunnydale Park
31. Yvonne Navarro, Les fichiers secrets de Willow - 1
32. John Passarella, Croqueuses de cadavres !
33. Yvonne Navarro, Les fichiers secrets de Willow - 2
34. Nancy Holder, Le journal de Rupert Giles - 1
35. Scott Ciencin, Jeunes filles en fleur
36. Mel Odom, Vidéo drame
37. Yvonne Navarro, Les portes de l'éternité
38. Christopher Golden, Journal de bord d'un loup-garou
39. Christopher Golden, La paix des braves
40. Christopher Golden, Thomas E. Sniegoski, L'île aux monstres - 1
41. Christopher Golden, Thomas E. Sniegoski, L'île aux monstres - 2
42. Nancy Holder, L'Élue - 1
43. Nancy Holder, L'Élue - 2
44. Nancy Holder, Brouillard sanglant
45. John Vornholt, Sept corbeaux
46. James Moore, Revenants (adaptation du jeu vidéo Chaos Bleeds)
47. Scott Ciencin, Denise Ciencin, Virus mortel - 1
48. Scott Ciencin, Denise Ciencin, Virus mortel - 2
49. Laura Burns, Melinda Metz, Souvenirs d'apocalypse

### Angel
1. La Cité des anges de Nancy Holder
2. Le Seigneur des bas-fonds de Nancy Holder
3. Rédemption de Mel Odom (en)
4. Mortelle faiblesse de Jeff Mariotte
5. Intérêt commun de Don DeBrandt (en)
6. Hollywood noir de Jeff Mariotte
7. Maléfices de John Passarella (en)
8. Marché noir de Thomas E. Sniegoski (en)
9. Bruja de Mel Odom
10. Le Souffle du dragon de Cameron Dokey (en)
11. Les Guerriers de l'ombre 1 - Le Feu aux poudres de Nancy Holder & Jeff Mariotte
12. Les Guerriers de l'ombre 2 - Sur tous les fronts de Nancy Holder & Jeff Mariotte
13. Les Guerriers de l'ombre 3 - Le Retour des héros de Nancy Holder & Jeff Mariotte
14. Ghost académie de Jeff Mariotte
15. Copie conforme de Mel Odom
16. Extinction des feux! de Jeff Mariotte
17. Les Ailes du bonheur de Scott Ciencin (en) & Dan Jolley (en)
18. Les Empreintes du mal de Doranna Durgin (en)
19. Solstice d'enfer - 1 de Pierce Askegren (en), Jeff Mariotte, Christopher Golden, Scott Ciencin & Denise Ciencin, Emily Oz, Nancy Holder
20. Solstice d'enfer - 2 de Pierce Askegren, Jeff Mariotte, Christopher Golden, Scott Ciencin & Denise Ciencin, Emily Oz, Nancy Holder
21. Le Sanctuaire de Jeff Mariotte

### Projet particulier
En octobre 2007, la femme de lettres Chloé Delaume publie La nuit je suis Buffy Summers, expérimentation littéraire et tentative de livre-jeu créé à partir de l'univers de la série Buffy contre les vampires.